# Richard Specht
Richard Specht (Vienna, 7 dicembre 1870 – Vienna, 19 marzo 1932) è stato un musicologo, drammaturgo, paroliere e scrittore austriaco.

## Vita
Nacque in una famiglia ebrea, figlio di Ladislaus Specht, un commerciante di tessuti, e Pauline. Lui ed i suoi fratelli furono istruiti da Rudolf Steiner, esoterista, filosofo e fondatore dell'antroposofia. Studiò pianoforte e teoria musicale; dal 1887, seguì quattro semestri di architettura presso l'Università Tecnica di Vienna. Si interessò alla letteratura molto presto, come paroliere e drammaturgo entrò a far parte del gruppo di scrittori noti come Jung Wien. In seguito lavorò per l'Arbeiter-Zeitung di Vienna, scrisse per il Berliner Börsen-Courier e pubblicò alcuni articoli su Neue Freie Presse e Pester Lloyd. Sotto l'influenza di Brahms, Brüll (un parente da parte di madre) e Goldmark, divenne sempre più interessato alla musica e lavorò come critico musicale per la Wiener Allgemeine Zeitung, Illustrierte Wiener Extrablatt e Die Zeit.
Dal 1908 lavorò per la Wiener Zeitschrift für Musik. Nel 1909, insieme a Richard Batka, fondò l'influente rivista musicale bimestrale Der Merker, che gestì con Batka fino al 1919 ed in seguito con Julius Bittner. Nel periodo 1914-1920 fu redattore dei programmi per i concerti in abbonamento della Filarmonica di Vienna. Dopo il 1920, Specht lavorò come scrittore freelance, tenendo numerose conferenze alla radio ed alcune lezioni di letteratura ed estetica al Neues Wiener Konservatorium. Nel 1925 fu nominato professore all'Accademia di musica e spettacolo di Vienna.
Specht è noto per i suoi scritti sulla musica classica, tanto da essere ancora considerato un giornalista musicale di primo piano. Già all'epoca fu considerato una massima autorità riguardo alla musica di Gustav Mahler, tanto che nel tempo stabilì un rapporto amichevole con la ormai vedova Alma Mahler-Werfel, fino a diventare un ospite fisso del suo salotto.
Fu anche collaboratore del Wiener Illustrierten Extrablatts e di altri giornali viennesi dell'epoca. Dal 1910 lavorò presso la casa editrice Merker. Nel 1925 fu nominato professore presso l'istituto che ora è l'Università per la musica e le arti interpretative di Vienna.
Specht si sposò tre volte: nel 1912 con la pianista Vera Schapira (1891–1930), nel 1920 con Wanda Maria Halban (1894–1986), nipote del ginecologo Josef von Halban, e nel 1927 con l'attrice Alexandrine Pagin (1894–1953).
È sepolto nel cimitero di Grinzing.

## Opere

### Rappresentazioni
- Gedichte (1893)
- Das Gastmahl des Plato, Drama (1895)
- Pierrot bossu, Drama (1896)
- Mozart, dodici poesie (1914)
- Florestan Kestners Erfolg, una storia (1929)
- Die Nase des Herrn Valentin Berger, Drama (1929)

### Opere accademiche
- Johann Strauss II (1909)
- Gustav Mahler (1913)
- Das Wiener Operntheater - Cinquant'anni di ricordi (1919)
- La donna senz'ombra - Introduzione alla musica (1919)
- Richard Strauss e la sua opera (1921)
- Julius Bittner (1921)
- Emil Nikolaus von Reznicek - Uno studio preliminare (1922)
- Arthur Schnitzler - Il poeta e la sua opera. Uno studio (1922)
- Wilhelm Furtwängler (1922)
- Franz Werfel (1926)
- Johannes Brahms: Leben und Werk eines deutschen Meisters (1928; traduzione inglese di Eric Blom)
- Giacomo Puccini. La vita, l'uomo. l'opera (1931; traduzione inglese, 1933)
- La prima sinfonia di Gustav Mahler. Un'analisi tematica. Edizione universale, Vienna
- Gustav Mahler. Sesta sinfonia. Guida tematica. Kahnt, Lipsia 1906.
- 8ª sinfonia di Gustav Mahler. Un'analisi tematica. Con un'introduzione, dati biografici e un ritratto di Mahler. Edizione universale, Lipsia / Vienna 1912.
- Seconda sinfonia di Gustav Mahler. Un'analisi tematica. Edizione universale, Lipsia / Vienna 1916.
- La donna senza ombra - Introduzione alla musica. 1919.
- Il cacciatore di tesori. Opera di Franz Schreker. Introduzione alla musica. Edizione universale, Vienna / Lipsia 1920.
- Gustav Mahler. III. Sinfonia in re minore. Analisi tematica. Edizione universale, Lipsia 1920 circa.
- Gustav Mahler. Decima sinfonia rinviata. Osservazioni introduttive. Zsolnay, Berlino / Vienna 1924.
- Cornelius Czarniawski. Seconda Sinfonia in Mi minore, Op. 31. Un'introduzione tematica. Waldheim-Eberle, Wiesbaden intorno al 1930.
- Elenco completo delle opere di Richard Strauss che sono apparse in stampa. Con un ritratto, dati biografici e un'introduzione. Edizione universale, Vienna

## Riconoscimenti
- 1914 Ufficiale dell'Académie Française